# Charlotte Wilson
Pour les articles homonymes, voir Wilson.
Charlotte Mary Wilson, née Charlotte Mary Martin, le 6 mai 1854 à Kemerton (Worcestershire) et morte le 28 avril 1944 à Irvington-on-Hudson (New York), est une anarchiste socialiste et féministe britannique. Elle est cofondatrice du journal Freedom en 1886 Fabian Women's Group en 1908.

## Biographie
Charlotte Wilson est la fille unique de Robert Spencer Martin, médecin, et de son épouse Clementina Susannah, née Davies. Elle fait ses études universitaires au Cheltenham Ladies' College, puis à Merton Hall, Cambridge de 1873 à 1876.
En 1876, elle épouse le financier Arthur Wilson et elle s'installe à Londres où elle rejoint la Fabian Society. Elle est élue membre du comité exécutif de la société fabienne en 1884. C'est aussi le début d'une longue correspondance, tenue jusqu'à 1896, avec Karl Pearson.
En même temps, elle fonde le Hampstead Historic Club, aussi connu sous le nom de Société Karl Marx ou Société Proudhon. Le groupe se rassemble à Hampstead Heath, dans son ancienne maison. Aucune trace écrite du club ne subsiste, en dehors de références par plusieurs participants dont les mémoires ont été publiés. Wilson note cependant une longue liste de personnes fréquentant le club, dont la secrétaire est Emma Brooke (en) ; la liste inclut Sidney Webb, George Bernard Shaw, Sydney Olivier, Annie Besant, Graham Wallas, Belfort Bax, Edward Pease, Hubert Bland, Edith Nesbit, Havelock Ellis, Edward Carpenter, Frank Podmore, Ford Madox Brown et Olive Schreiner.
Le club étudie d'abord Le Capital, lu en français par une participante russe, puis se penche sur les écrits de Pierre-Joseph Proudhon. En 1889, George Bernard Shaw décrit des débats enflammés au sein du club. La Fabian Society et le Hampstead Historic Club sont deux groupes séparés, bien qu'ils aient de nombreux membres en commun, et Shaw décrit les réunions organisées par Wilson comme le lieu de naissance du socialisme de classe moyenne. Elle co-fonde également un groupe de réflexion avec Sergueï Stepniak-Kravtchinski, Karl Pearson et Wilfrid M. Voynich, qui deviendra en 1890 la Société des Amis de la Liberté Russe (en).
En mars 1886, elle invite Pierre Kropotkine à s’établir près de Londres. Kropotkine et Wilson rejoignent le petit groupe du journal The Anarchist, animé par l’individualiste libertaire Henry Seymour, mais s’en séparent rapidement. En octobre de la même année, elle fonde avec Pierre Kropotkine le journal communiste libertaire Freedom autour duquel se constitue un Freedom Group, qu'elle animera jusqu'en 1895. Le journal partage la presse de William Morris avec le journal Commonweal (en).
En 1886, William Morris et elle s'opposent à la transformation de la Fabian Society en parti politique, mais n'obtiennent pas gain de cause, et elle quitte la Society en avril 1887 pour rejoindre la faction anarchiste associée.
Le 13 novembre 1887, à Bloody Sunday, elle prononce un discours à Trafalgar Square et participe aux manifestations.
En 1888, elle écrit et publie l'ouvrage Work, longtemps attribué à tort à Kropotkine.
Au début du vingtième siècle, elle prend de la distance des mouvements anarchistes, sans les critiquer publiquement. Elle réintègre la Fabian Society en 1907 et participe à la fondation du Fabian Women's Group avec Maud Pember Reeves en 1908, où elle soutient les revendications des suffragettes. Elle est secrétaire générale et gestionnaire du sous-comité des études du Fabian Women's Group de 1908 à 1913, où elle pousse le groupe à étudier les conditions de travail des femmes,. De 1911 à 1914, elle réintègre également le comité de direction de la Fabian Society.

## Postérité
Elle sert de modèle au personnage de Gemma dans le roman Le Taon d'Ethel Lilian Voynich. Edith Nesbit décrit la maison qui accueille le Hampstead Historic Club dans son autobiographie.
En 2000, Nicolas Walter édite une collection de ses essais chez Freedom Press.

## Œuvres
- Anarchism and Outrage, 1893.
- Women and Prisons (avec Helen M. Blagg), 1912.
- Three Essays on Anarchism (publié en 1979).
- Anarchist Essays (avec Nicolas Walter) (publié en 2000).